# 605
سنة 605 م

## أحداث
- الإمبراطور فوقاس يعترف بأغيلولف ملكا على اللومبارديين ويوقع معاهدة سلام. ويدفع له الجزية ويتنازل له عن أورفييتو (وسط إيطاليا) وبلدات أخرى. يتم سحب الجيش البيزنطي من شبه جزيرة البلقان.

## وفيات
- حجل بن عبد المطلب أحد أعمام النبي محمد ﷺ .
- النابغة الذبياني الشاعر العربي.
- السليك بن السلكة الشاعر الصعلوك.
- حاتم الطائي